# Tomasz Wesołowski
Tomasz Jan Wesołowski (ur. 9 września 1950 w Bydgoszczy, zm. 27 lipca 2021) – polski zoolog, profesor nauk biologicznych, profesor Instytutu Zoologicznego i Pracowni Biologii Lasu Wydziału Nauk Biologicznych Uniwersytetu Wrocławskiego.

## Życiorys
Studia biologiczne odbył w Uniwersytecie im. Adama Mickiewicza w Poznaniu na Wydziale Biologii w latach 1968–1973. Pracował jako asystent w Wyższej Szkole Pedagogicznej w Siedlcach. Od 1977 był związany z Uniwersytetem Wrocławskim, podjął tamże pracę w Zakładzie Ekologii Ptaków Instytutu Zoologicznego. Stopień doktora nauk przyrodniczych uzyskał w 1980 na Uniwersytecie Wrocławskim na podstawie rozprawy pt. Zachowanie terytorialne i ekologia populacji świstunki leśnej (Phylloscopus sibilatrix) w warunkach Białowieskiego Parku Narodowego, w 1981 został adiunktem w Zakładzie Ekologii Ptaków Instytutu Zoologicznego, a w roku 2011 przeniósł się do utworzonej przez siebie jednostki – Pracowni Biologii Lasu. Uzyskał stopień doktora habilitowanego w 1988 na podstawie rozprawy pt. Polygyny in three temperate forest passerines (with a critical reevaluation of hypotheses for the evolution of polygyny) na Uniwersytecie Wrocławskim. Został członkiem założycielem Ogólnopolskiego Towarzystwa Ochrony Ptaków w 1991, którego był prezesem. Od 1991 roku był członkiem Rady Naukowej Białowieskiego Parku Narodowego przez ponad 20 lat. Był członkiem Rady Ekologicznej przy Prezydencie RP w latach 1993–1995. 16 sierpnia 1999 nadano mu tytuł profesora nauk biologicznych. Objął funkcję profesora zwyczajnego Instytutu Zoologicznego i Pracowni Biologii Lasu Wydziału Nauk Biologicznych Uniwersytetu Wrocławskiego. Był kierownikiem Zakładu Ekologii Ptaków Uniwersytetu Wrocławskiego w latach 2004-2010, a od 2011 kierownikiem Pracowni Biologii Lasu, nowej jednostki na Wydziale Nauk Biologicznych UWr, której utworzenie zainicjował. W latach 2009–2013 pełnił funkcję prezydenta European Ornithologists’ Union.
Jako biologiem środowiskowym zajmował się głównie rozmaitymi aspektami ekologii, zachowania i ochrony ptaków, prowadził również badania nad innymi organizmami leśnymi. Większość swoich badań naukowych realizował w Puszczy Białowieskiej, gdzie prowadził badania od 1974. Nieprzerwanie od 1975 uczestniczył w zainicjowanym przez profesora Ludwika Tomiałojcia prowadzonym tamże monitoringu ptaków lęgowych, jednym z najdłużej trwających w świecie badań środowiskowych (przez wiele lat koordynował ten program). Intensywnie działał na rzecz objęcia całej polskiej części Puszczy Białowieskiej, najcenniejszego europejskiego lasu, ochroną w ramach parku narodowego. W 2017 protestował przeciwko wycince w Puszczy Białowieskiej (zob. gospodarka leśna w Puszczy Białowieskiej). Został powołany na eksperta Unii Europejskiej podczas procesu przed Trybunałem Sprawiedliwości Unii Europejskiej w Luksemburgu (2017–2018) przeciwko Polsce w sprawie tejże wycinki, którą udało się powstrzymać m.in. dzięki jego zaangażowaniu. Jego sylwetka jako obrońcy puszczy została przedstawiona przez Archiwum Osiatyńskiego wśród osób zasłużonych dla ochrony przyrody. Był także współorganizatorem światowych kongresów ornitologicznych.
Był członkiem Polskiego Towarzystwa Zoologicznego, Polskiego Towarzystwa Ekologicznego, Association for the Study of Animal Behaviour,  British Ecological Society, Cooper Ornithological Society oraz International Ornithological Committee. Został odznaczony Złotym Krzyżem Zasługi w 2014.

## Publikacje
Jego dorobek naukowy liczy około 300 pozycji, a większość publikacji oryginalnych ukazała się w najważniejszych i najbardziej wpływowych czasopismach międzynarodowych, takich jak: „The American Naturalist”, „Ardea”, „Biological Conservation”, „Condor”, „Ibis”, „Journal of Animal Ecology”, „Journal of Avian Biology”, „Oecologia”.
Brał udział w tworzeniu Polskiej czerwonej księgi zwierząt w 1992 roku. Od 1997 roku uczestniczył w Radzie Redakcyjnej czasopisma „Birds of Western Palaearctic Update”, a od 1998 roku w Radzie Redakcyjnej „Acta Ornithologica”.
Prace:
- 1997: The EBCC Atlas of European Breeding Birds(inne języki) (pol. Europejski Atlas Ptaków Lęgowych; wybrane rozdziały)[8]
- 2005: The avifauna of Białowieża Forest: a window into the past[4]
- 2005: Effects of forest management on Three-toed Woodpecker Picoides tridactylus distribution in the Białowieża Forest (NE Poland): conservation implications[4]
- 2008: Late leaf development in pendunculate oak (Quercus robur): An antiherbivore defence?[4]
- 2009: Changes in breeding phenology and performance of Wood Warblers Phylloscopus sibilatrix in a primeval forest: a thirty-year perspective[4]
- 2012: Dark Tree Cavities – a Challenge for Hole Nesting Birds?[4]